# 挂职
挂职，是中華人民共和國官员的一种特殊形式，是锻炼干部的一种方式。这种方式可以追溯到延安时期的知识分子、干部下乡。现在这种制度仍然是中国干部人事制度的一个重要组成部分，但缺少一部全国统一的条例和地方实施细则，一直都是依据中央和地方的专门文件进行的。
因为这种制度规范度不高，常引起争议。挂职干部分为多种：有职有权、有职无权、无职无权；期限一般为一年到两年。挂职干部不在挂职所在地的干部编制之列，也不享受挂职所在地的社保待遇。

## 香港
2021年5月10日，中國中央電視台播出香港行政長官林鄭月娥的訪問，她指出香港政府會與廣東、深圳政府簽署合作協議，讓兩地公務員互換「掛職」一段時間。有分析指出，較高級的香港公務員如政務主任（AO）等會被派到中國大陸「掛職」，學習大陸的管理架構及模式。

## 有过挂职经历的著名高官和社会名人
- 陆昊：团派骨干，2002年到2003年在中国长江三峡工程开发总公司挂职一年，任总经理助理
- 施一公：中国科学院院士、结构生物学家、清华大学教授，2014年到2015年在北京市卫计委挂职一年，任副主任
- 方复全：中国科学院院士、数学家、首都师范大学教授，2018年5月至2019年在北京市昌平区挂职一年，任副区长，后成为首都师范大学校长
- 张颐武：文艺评论家、文化学者、北京大学教授，2014年到2015年在北京市文化局挂职一年，任副局长
- 张政：中央电视台主持人，2008年到2009年在新疆自治区政府挂职一年，任主席助理，后转为正式干部，先后历任新疆阿勒泰地委副书记、贵州铜仁市委副书记、贵州黔西南州委书记、光明日报总编辑等职
- 王志：中央电视台主持人，2008年10月到2010年5月在云南省丽江市挂职一年半，任副市长，挂职结束后离开政界，重归传媒界
- 牛群：相声演员，2001年到2002年在安徽省蒙城县挂职一年，任副县长，后转为正式的副县长，2005年卸任
- 熊倪：跳水运动员，2002年到2004年在湖南省益阳市朝阳开发区挂职两年，任开发区管委会工委副书记，后转为正式干部，进入湖南省体育局任职
- 谢军：国际象棋女子国际特级大师，2007年4月30日到北京市西城区教委挂职，任副主任，后进入首都体育学院任职

1. ↑  . 立場新聞.   [2021-05-11]. （原始内容存档于2021-05-14）.